# Da Vinci-koden (film)
Da Vinci-koden (engelska The Da Vinci Code) är en amerikansk drama-thriller från 2006 i regi av Ron Howard med Tom Hanks och Audrey Tautou i huvudrollerna. Filmen hade Sverigepremiär den 19 maj 2006.

## Handling
En natt blir Jacques Saunière skjuten på konstmuseet Louvren i Paris, med sina sista krafter lämnar han kodade meddelanden efter sig. Jacques tillhörde ett hemligt sällskap, Prieuré de Sion som vaktar på en hemlighet som kan ändra allt inom religionen och historien. Hans kodade meddelanden är riktat åt hans enda barnbarn Sophie, han vill ge vidare hemligheten innan hans död. De sista medlemmarna som vet var skatten finns har blivit brutalt mördade. Jacques vädjar också till Sophie att finna symbolforskaren Robert Langdon. Men polisen tolkar meddelandet som att Robert är den skyldige, Sophie och Robert tvingas rymma undan polisen för att finna den länge försvunna skatten innan ett annat brödraskap som heter Opus Dei gör det. En kamp mellan liv och död.

## Om filmen
Da Vinci-koden regisserades av Ron Howard. Filmens manus skrevs av Akiva Goldsman. Manuset baseras på Dan Browns roman Da Vinci-koden.
Sonys Columbia Pictures betalade 6 miljoner US-dollar för filmrättigheterna, och filmen spelades in i Storbritannien och Frankrike under sommaren 2005. Den svenska premiären var den 19 maj 2006. Även Dan Browns föregångare till Da Vinci-koden, Änglar och demoner, har filmatiseras av Ron Howard och med Tom Hanks i huvudrollen.

## Rollista (i urval)
- Tom Hanks - Robert Langdon, professor i religiös symbolik
- Audrey Tautou - Sophie Neveu, kryptolog
- Ian McKellen - Sir Leigh Teabing, gammal vän till Robert Langdon och Graal-forskare
- Alfred Molina - Biskop Manuel Aringarosa, kriminell biskop
- Jean Reno - Bezu Fache vid Paris-polisen
- Paul Bettany - Silas, Opus Dei-munk
- Jürgen Prochnow - Andre Vernet
- Jean-Yves Berteloot - Remy Jean